# Proteaceae
Las proteáceas (Proteaceae) son una familia de Angiospermas del orden Proteales. Consta de 80 géneros y unas 1700 especies, que se distribuyen esencialmente por el hemisferio sur, ocupando áreas de origen gondwánico y sus fragmentos. La mayor concentración de diversidad de taxones se encuentra en Australia y África austral.

## Descripción

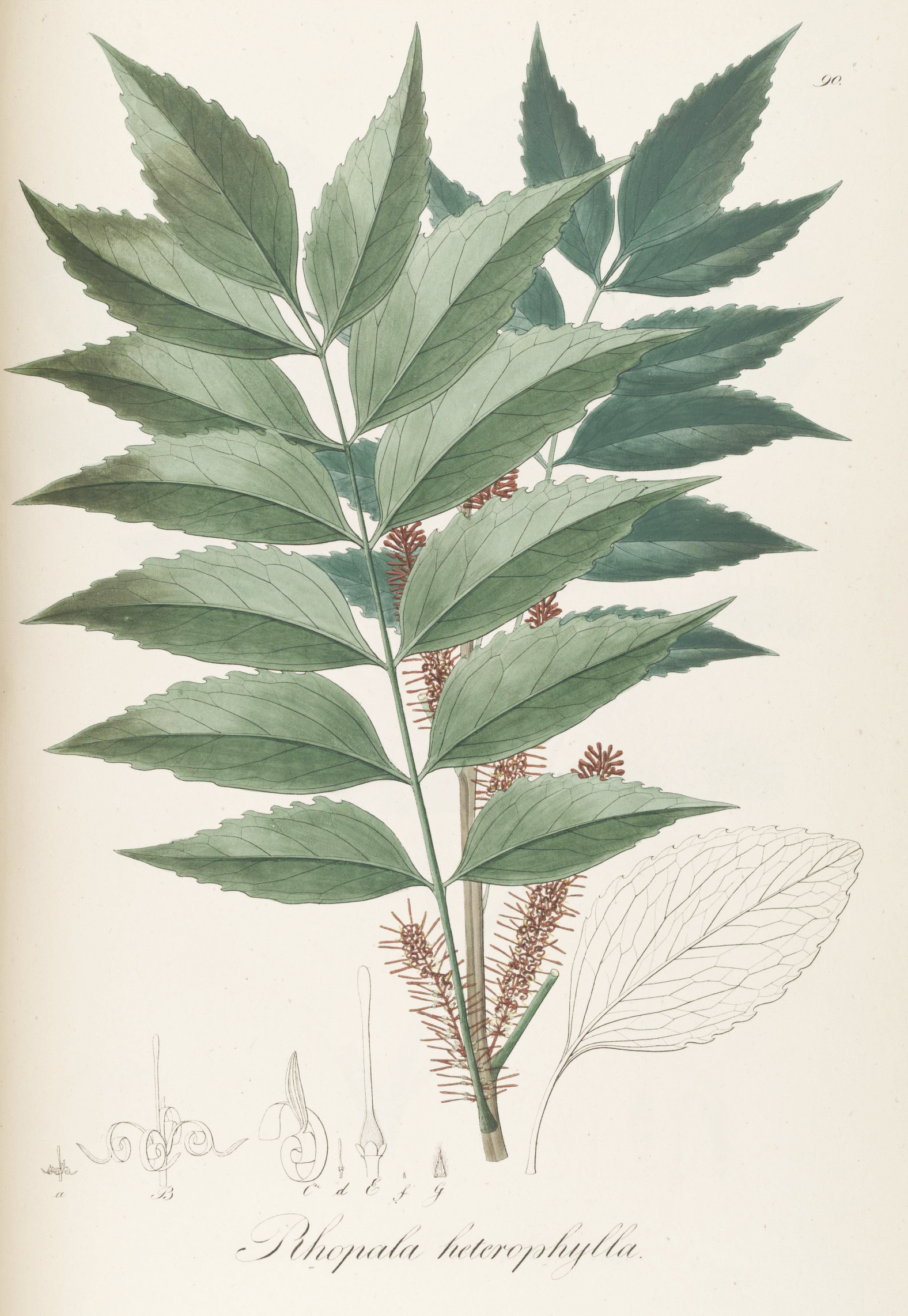
Rhopala heterophylla

- Árboles, raramente de más de 40 m de altura, usualmente de tamaño medio o pequeño, o arbustos perennifolios, a veces facultativamente caducifolios (Embothrium coccineum), raramente acaulescentes, frecuentemente con la porción caulinar del cuello engrosada (lignotúber). Indumento de pelos tricelulares, a veces glandulares, raramente ausente, la célula apical usualmente alargada, aguda, a veces igual o desigualmente bífida.
- Hojas raramente aromáticas, usualmente alternas y en espiral, raramente opuestas o verticiladas, coriáceas, rara vez carnosas o espiniscentes, simples o compuestas (imparipinnadas, imparibipinnadas o raramente palmeadas, o digitadas con segmentos pinnatisectos), de margen entero a (3-)pinnatisecto (dando un aspecto de helecho), raramente dividido dicotómicamente, frecuentemente remotamente dentado, crenado o aserrado, sentadas o pecioladas, el pecíolo frecuentemente con la base hinchada pero rara vez envainante (a veces en Synaphea), sin estípulas, nerviación pinnada, a veces palmeada o paralela, broquidódroma, o reducida a un único nervio, prominente, vernación normalmente conduplicada; frecuentemente presentan anisofilia entre los diferentes periodos de crecimiento; limbo dorsiventral, isobilateral o centrado, mesófilo usualmente con idioblastos esclerenquimatosos, cavidades secretoras raras. Estomas braquiparacíticos (laterocíticos en Bellendena).
- Tallos con radios de dos tipos, anchos y multiseriados, y pequeños y uniseriados, floema estratificado o no, nodos trilacunares con tres rastros foliares (raramente unilacunares con un rastro), esclereidas frecuentes, corteza con lenticelas frecuentemente alargadas en horizontal, felógeno presente, usualmente superficial. Raíces laterales cortas, frecuentemente agrupadas en manojos (raíces proteoides) con pelos radicales muy densos, raramente con micorriza.
- Plantas usualmente hermafroditas, más raramente monoicas, dioicas o andromonoicas.
- Inflorescencias  muy variables, simples o compuestas, axilares o terminales, flores laterales solitarias o en pares, raramente con flor terminal, racemiformes, paniculadas o condensadas, usualmente con brácteas, a veces convertidas en hojas o escuamiformes, formando una especie de piña, o con colores vistosos, formando un involucro o pseudanto, los pedúnculos y pedicelos a veces contractos, compactados con el raquis, en algunos casos las inflorescencias congestas formando superinflorescencias (algunos Alloxylon); muy raramente las flores solitarias y axilares, hacia el extremo de las ramas; en especies con lignotuber, a veces las flores nacen en él y se abren paso a través del terreno (geófitas).
- Flores usualmente perfectas, actinomorfas o zigomorfas, hipóginas, frecuentemente grandes y vistosas. Receptáculo plano u oblicuo, formando a veces un ginóforo. Disco hipógino presente y extrastaminal o ausente. Perianto de (3-)4(-8) tépalos (interpretado a veces como un perianto dímero y diclamídeo), en 1(-2) verticilos, valvados, a veces prolongados en un saco basal, libres o soldados de diferentes maneras (todos soldados o bien uno libre y tres basal a completamente soldados), o bien conniventes por papilas marginales interdigitadas, formando un tubo o una estructura bilabiada, zigomorfa, a veces abriéndose de diversas formas lateralmente. Androceo haplostémono, usualmente isostémono, oposititépalo, de (3-)4(-5) estambres, todos fértiles o algunos convertidos en estaminodios, usualmente filantéreos, filamentos parcial a totalmente soldados a los tépalos, raramente libres, anteras basifijas, no versátiles, ditecas, tetrasporangiadas, a veces uniloculares y biesporangiadas, introrsas a latrorsas (raramente), conectivo expandido, usualmente con apículo, dehiscencia por hendiduras longitudinales. Glándulas hipóginas (0-)1-4, escuamiformes o alargadas, carnosas, libres o soldadas formando un nectario semilunar o anular sobre el receptáculo. Gineceo súpero de 1(-2) carpelos apocárpicos, sésiles o estipitados (con ginóforo más o menos alargado), a veces incompletamente cerrados, estilo usualmente desarrollado, estigma pequeño o en forma de disco terminal o subterminal, o bien lateral y oblicuo, a menudo en hendidura, papiloso, húmedo o seco, óvulos 1-100 o más por carpelo, anátropos, hemianátropos, anfítropos u ortótropos, en su mayoría hemítropos, bitégmicos, crasinucelados, chalaza con un anillo de haces vasculares, rara vez el funículo ausente y el óvulo queda soldado a la placenta, placentación marginal con diversas disposiciones, o apical.
- Frutos dehiscente o indehiscente, en aquenio o núcula, folículo, drupa (con endocarpo lignificado) o falsamente drupáceo (con mesocarpo interno lignificado), a veces similar a una cariópside por soldadura de la pared del ovario y la testa, frecuentemente lignificados y serotinos; a veces los frutos de la misma inflorescencia se sueldan formando un sincarpo.
- Semillas 1-muchas, a veces aladas, aplanadas a globulares, con endospermo ausente, presente en Bellendina, endotesta con una peculiar capa conteniendo cristales de oxalato cálcico que raramente está ausente, embrión bien diferenciado, recto, dicotiledóneo, pero frecuentemente con 3 o más (hasta 9) cotiledones grandes, frecuentemente auriculados.
- Polen en mónadas, triangular en vista polar, (2-)3(-8)-aperturado, usualmente isopolar y triporado, biporado en Embothrium y la tribu Banksieae, colpoidado en Beauprea, esférico en Aulax y Franklandia o fuertemente anisopolar en algunas especies de Persoonia; las tétradas previas presentan las aperturas siguiendo la regla de Garside.
- Número cromosómico: n = 5, 7, 10-14, 26, 28; tamaños desde muy pequeños (media de 1,0 μm) a muy grandes (media de 14,4 μm) según las especies; x = 7, 12.

## Ecología

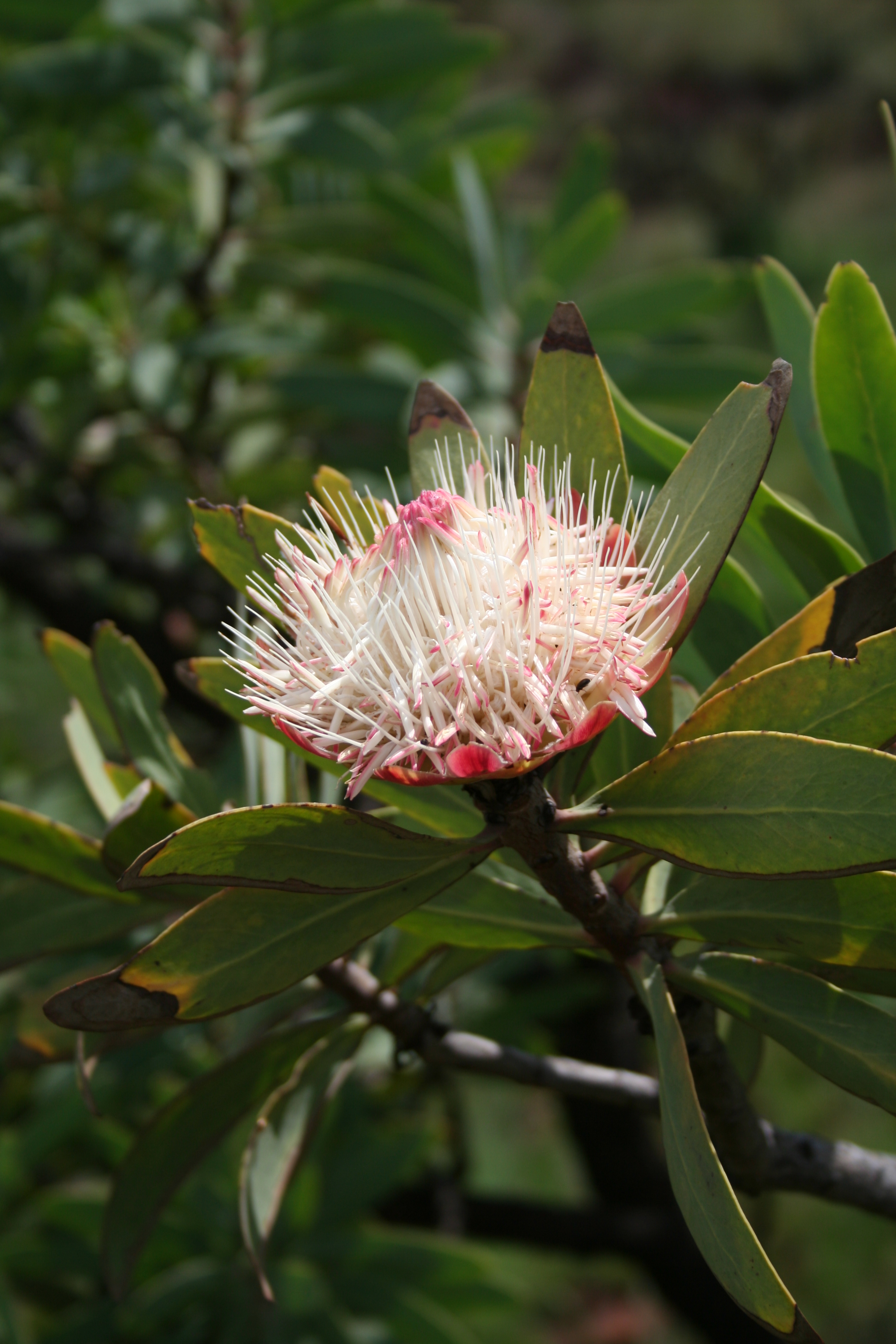
Inflorescencia de Protea caffra

La formación de raíces proteoides cerca de la superficie del suelo está ligada a la disminución de la disponibilidad de fosfatos durante las inundaciones estacionales. Desprenden ácidos orgánicos (cítrico, málico) en grandes cantidades cada 2-3 días que ayudan a movilizar el fosfato y a absorberlo. Muchas especies son pirófitas, capaces de rebrotar de la cepa leñosa tras un fuego o cualquier otra incidencia, sobre todo las de áreas de clima mediterráneo.
Existen 4 géneros dioicos (Aulax, Dilobeia, Heliciopsis y Leucadendron), 11 andromonoicos y algún otro género tiene especies crípticamente andromonoicas; 2 especies son estériles y solo se reproducen vegetativamente: (Lomatia tasmanica, Hakea pulvinifera). Las especies varían entre autocompatibles y autoincompatibles, con situaciones intermedias; a veces estas situaciones se dan dentro de una misma especie. Las flores suelen ser protándricas, exponiendo el polen en las superficies estilares, no receptivas, para su recogida por los polinizadores. Los sistemas de presentación de polen están usualmente muy diversificados, correspondiendo a la diversificación de polinizadores. La polinización la efectúan abejas, escarabajos, dípteros, polillas, aves (Meliphagidae, Nectariniidae, Promeropidae y Trochilidae) y mamíferos (roedores, pequeños marsupiales, Macroscelididae y murciélagos), siendo estas dos últimas modalidades derivadas evolutivamente de la entomofilia en diferentes eventos independientes. La dispersión de algunas especies presenta el curioso fenómeno de la serotinia, asociada a su comportamiento pirófito: estos árboles acumulan frutos en sus ramas, cuyas cubiertas o estructuras protectoras (brácteas) están fuertemente lignificadas y son resistentes al fuego, liberando las semillas solo cuando se han quemado, con lo que éstas encuentran el terreno abonado con la ceniza y libre de competidores. Muchas especies presentan semillas con eleosomas y las dispersan las hormigas; las semillas con alas o vilanos presentan anemocoria, mientras que las drupas y otros frutos carnosos presentan zoocoria interna por ingestión por parte de mamíferos y aves. Se sabe también que los roedores africanos y australianos acumulan en sus nidos frutos y semillas de estas plantas para su alimentación, pero algunos logran germinar.

## Fitoquímica

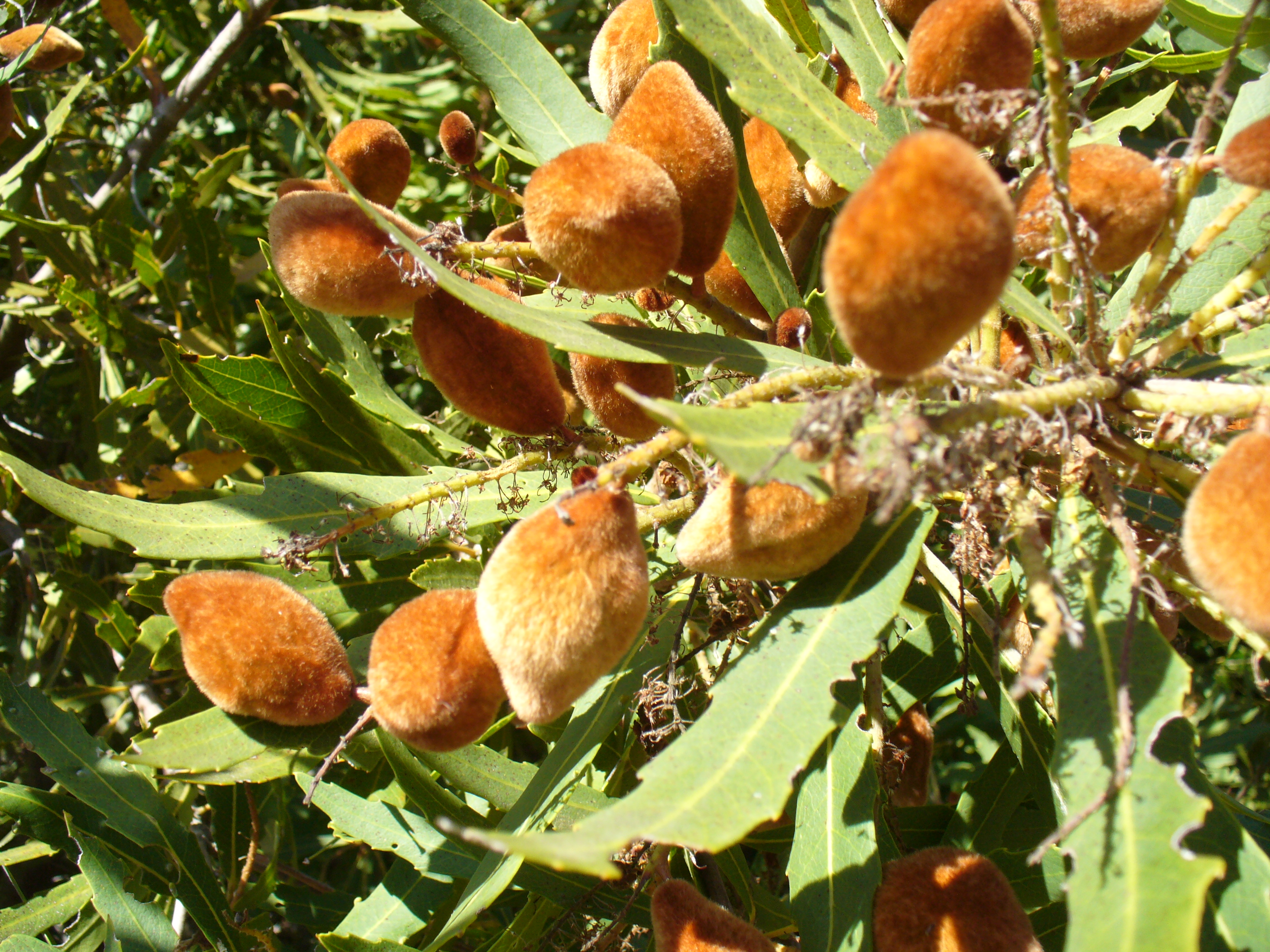
Frutos de Brabejum stellatifolium

No existen estudios concluyentes sobre las substancias moleculares de interés presentes en este amplio campo. Los géneros Protea y Faurea son peculiares en utilizar xilosa como el principal azúcar de su néctar y por presentar altas concentraciones de poligalactol, mientras que la sacarosa es el principal azúcar presente en Grevillea. Glucósidos cianogenéticos frecuentemente presentes, derivados de la tirosina. Proantocianidinas (delfinidina y cianidina), flavonoles (kaempferol, quercetina y miricetina) y arbutina presentes. Alcaloides usualmente ausentes. Iridoides y ácido elágico ausentes. Saponinas y sapogeninas presentes o ausentes. Muchas especies son acumuladoras de aluminio.

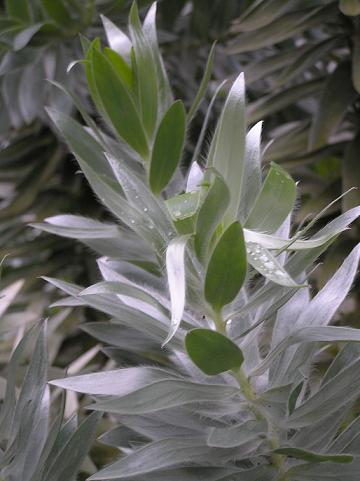
Leucadendron argenteum

## Usos y cultivos
Diversas culturas indígenas han usado las especies de proteáceas como sustento, medicina, fuente de curtientes y tintes, leña y madera para construcción. Los aborígenes australianos se alimentaban de los frutos de Persoonia y las semillas de especies de otros géneros, entre ellos Gevuina y Macadamia, forman parte de la alimentación no solo de los indígenas, sino que se comercializan por todo el mundo. En Java se usan los brotes tiernos de especies de Helicia y en Australia se bebía el néctar de las inflorescencias de varias especies. Se obtienen fármacos tradicionales mediante la infusión de raíces, corteza, hojas o flores de diversas especies, que se usan para aplicaciones tópicas en enfermedades de la piel o en uso interno como tónicos, afrodisíacos, galactógenos, para dolores de cabeza, tos, disentería, diarreas, indigestión, úlceras de estómago y enfermedades renales. Las maderas de los árboles de la familia tienen gran aceptación en construcción y obra interna, así como en decoración, siendo especialmente utilizadas las especies de Protea, Leucadendron y Grevillea. Se emplean en jardinería numerosas especies, sobre todo de los géneros Banksia, Embothrium, Grevillea y Telopea; desgraciadamente este uso ha provocado la introducción de plantas que, escapadas, se han convertido en invasoras peligrosas, como es el caso de la hakea de hojas de sauce (Hakea salcifolia) y la hakea sedosa (Hakea sericea) en Portugal.
Dos especies de Macadamia se cultivan comercialmente por sus nueces comestibles. 
Gevuina avellana (Avellano chileno) se cultiva por sus nueces en Chile y Nueva Zelanda, las cuales son comestibles, y son usadas en la industria farmacéutica por sus propiedades humectantes y como ingrediente en protectores solares. Entre los árboles de la familia que producen nueces es el más resistente al frío. También se le planta en las Islas Británicas y la costa del Pacífico de los Estados Unidos por su aspecto tropical (y relacionado con una familia con gran difusión en esas latitudes) que puede crecer en clima fresco. 
Las especies más estimadas como ornamentales son los árboles más meridionales porque dan a los paisajes una apariencia tropical en climas templados; Lomatia ferruginea (Fuinque), Lomatia hirsuta (Radal) han sido introducidos en  Europa occidental y el oeste de los  Estados Unidos. Embothrium coccineum (Notro) es muy estimado por sus flores rojo profundo en las Islas Británicas y se le encuentra tan al norte como las Islas Feroe a 62° de latitud norte.
Muchas de las especies de banksia crecen en climas templados y mediterráneos, la inmensa mayoría de ellas son arbustos, solo unas pocas alcanzan tamaño de árboles y son valoradas por su altura; entre las especies que se caracterizan por la altura se encuentran: B. seminuda, B. littoralis y B. serrata. B. integrifolia con su subespecie B. integrifolia subsp. monticola es la más alta del género y también la más tolerante al frío. Entre aquellas que pueden ser consideradas pequeños árboles o grandes arbustos: B. grandis, B. prionotes, B. marginata, B. coccinea y B. speciosa; todas estas por su talla son plantadas en parques, jardines y aún en calles. El resto de las especies del género (alrededor de 170) son arbustos, algunos de los cuales se valoran por sus flores.
Otra especie, aunque más pequeña cultivada en algunas partes del mundo, es Telopea speciosissima, de las montañas de Nueva Gales del Sur, Australia.
Algunas especies de climas templados son cultivadas más localmente en Australia por su belleza: Persoonia pinifolia, muy apreciado por sus flores amarillas vívidas y sus frutos parecidos a uvas. Adenanthos sericeus, por sus hojas suaves vistosas y sus flores rojas o naranjas y Hicksbeachia pinnatifolia, por su follaje y nueces comestibles.

## Parásitos

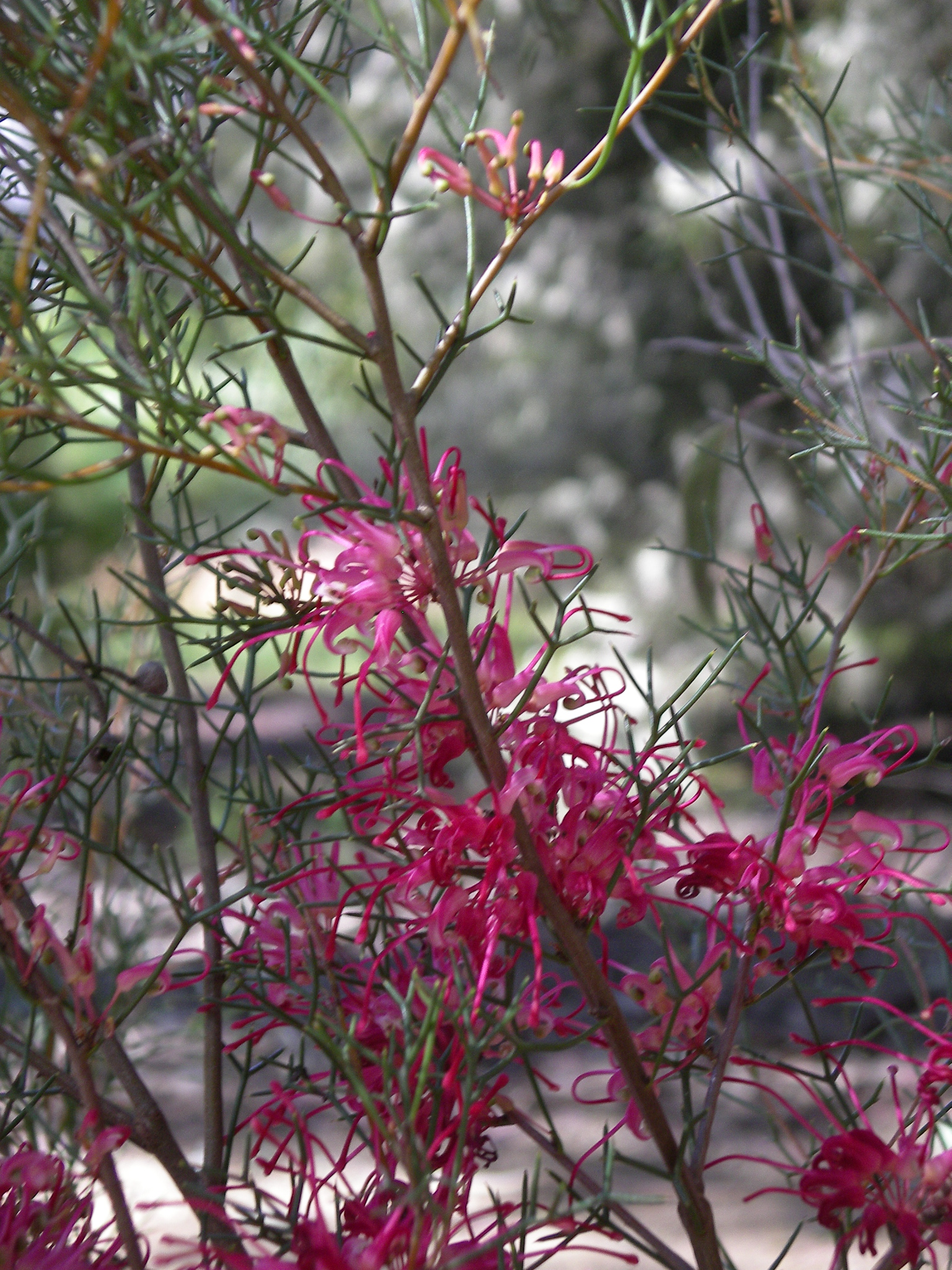
Hakea purpurea

Las proteáceas son particularmente susceptibles a ciertos parásitos, en particular al oomiceto Phytophthora cinnamomi, que causa graves pudriciones de la raíz en las plantas que se crían en un clima mediterráneo. Fusarium oxysporum causa una enfermedad denominada fusariosis en las raíces, que provoca amarilleamiento y marchitez, con graves pérdidas ecológicas en las plantas silvestres y pérdidas económicas cuantiosas en las plantas de interés comercial. Otras plagas comunes están representadas sobre todo por especies de Botryosphaeria, Rhizoctonia, Armillaria, Botryotinia, Calonectria y otros hongos.

## Conservación
La IUCN considera amenazadas unas 47 especies de proteáceas, de las cuales una especie, Stenocarpus dumbeensis Guillaumin, 1935, de Nueva Caledonia, se considera extinta. Las especies de esta familia son particularmente susceptibles a la destrucción o fragmentación del hábitat, fuegos, enfermedades parasitarias, competencia con plantas introducidas, degradación del suelo y otros daños provocados por el ser humano y su ganado, a los que hay que añadir el cambio climático.

## Fósiles

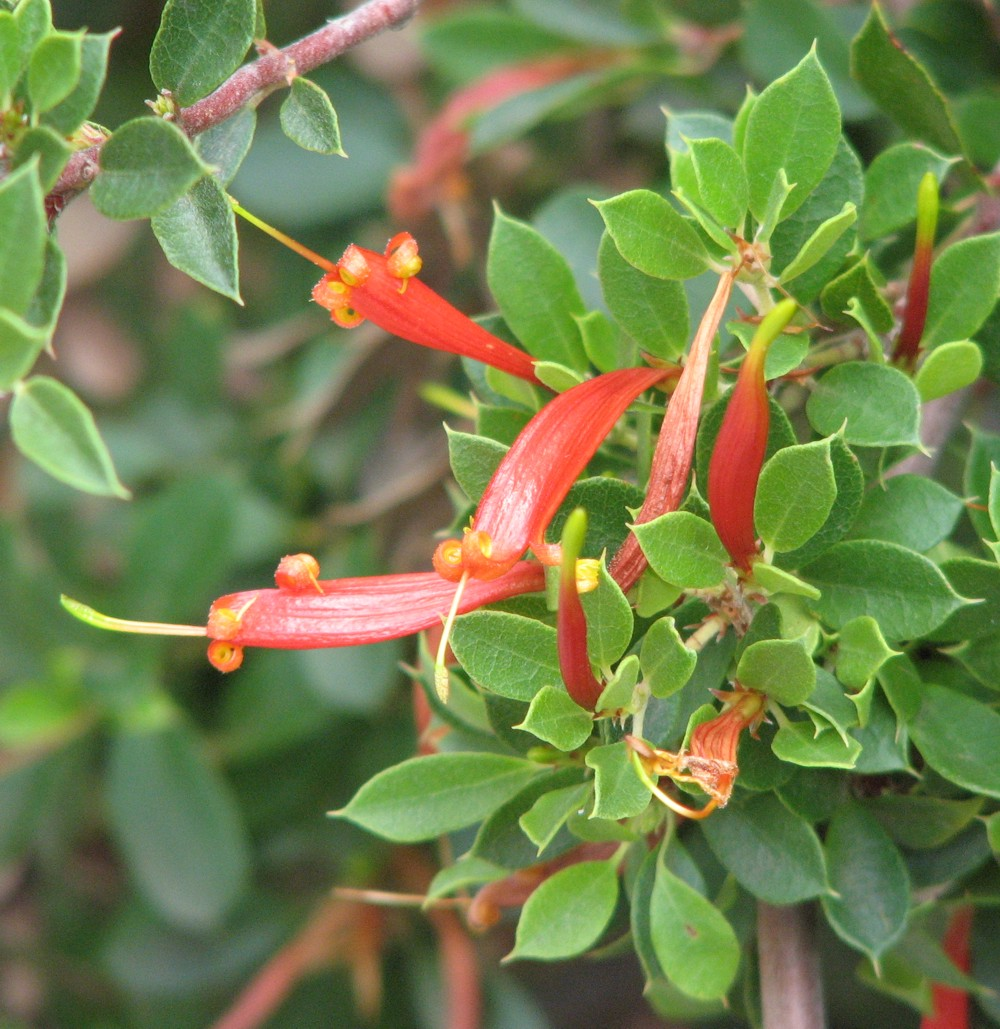
Lambertia multiflora

Las proteáceas atestiguan un rico registro fósil, a pesar de las dificultades inherentes a la identificación de los restos que no muestran caracteres diagnósticos, utilizándose fundamentalmente la combinación de estomas braquiparacíticos y las peculiares bases de los tricomas, o, en otros casos, la peculiar estructura de la tétrada polínica. Se han encontrado fósiles atribuibles a esta familia en la mayoría de las regiones gondwánicas que sigue ocupando. Se consideran pertenecientes a esta familia una gran diversidad de pólenes del Cretácico superior (Campaniaense-Maastrichtiense) del sudeste de Australia y pólenes del Cretácico medio (Cenomaniense-Turoniense) del norte de África y Perú descritos como Triorites africaensis. Veinte millones de años después, en el Paleoceno de Sudamérica y el nordeste de Australia, aparecen los primeros macrofósiles. Algunas áreas, como Nueva Zelanda y Tasmania, muestran en su registro fósil una biodiversidad de proteáceos mucho mayor que la actual, lo que corrobora que las distribuciones de muchos taxones han cambiado drásticamente con el paso del tiempo y que la familia viene sufriendo un declive general, incluyendo altos niveles de extinción durante el Cenozoico.

## Posición sistemática
Las proteáceas son un grupo de Angiospermas que se incluyen en el clado Eudicotiledóneas. En sistemas previos, han sido mantenidas como familia propia, sin relaciones obvias, salvo de manera muy general dentro de las rósidas. Basándose en datos moleculares y morfológicos, el APW (Angiosperm Phylogeny Website) considera que constituyen una familia del Orden Proteales y son el grupo hermano de la familia platanáceas, de las que serían las vicariantes del hemisferio sur (cf.) y con las que algunos autores han considerado posible unirlas. Sin embargo, la tendencia actual es mantenerlas separadas debido a su morfología muy diferente, que haría difícil un diagnóstico de la familia resultante de la fusión.

## Taxones incluidos

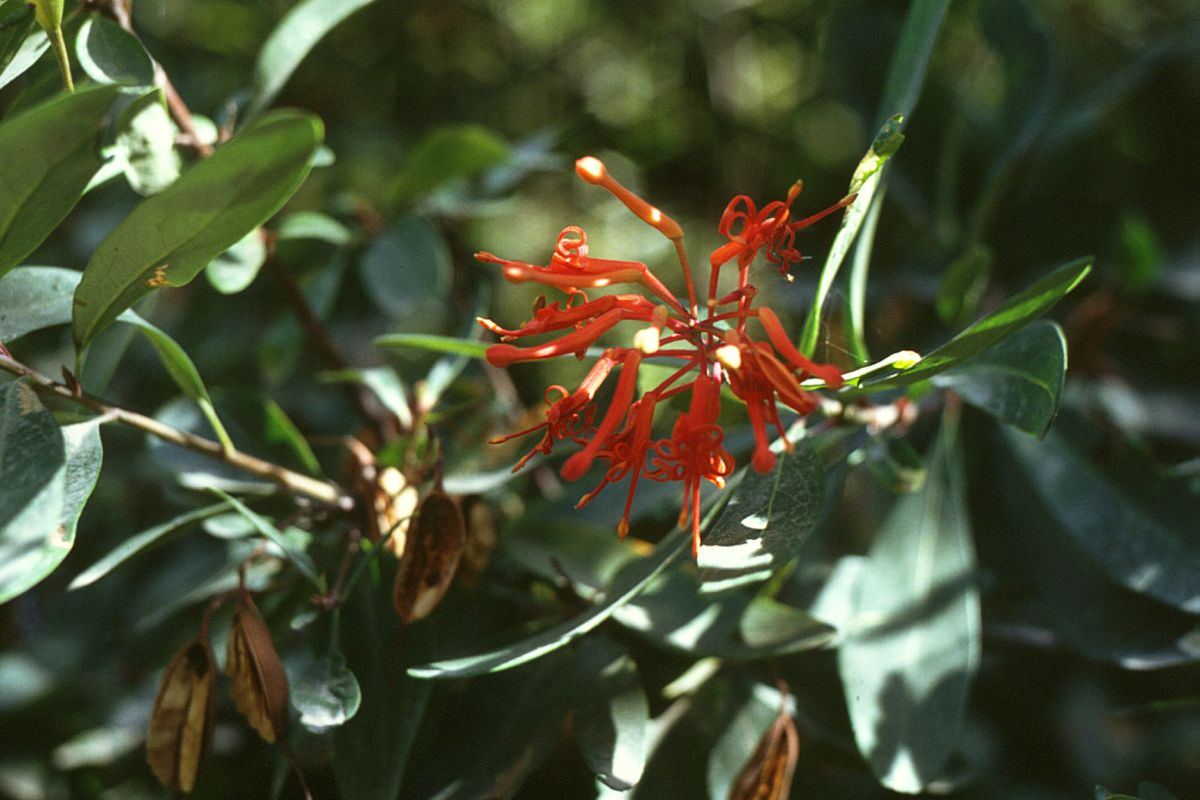
Embothrium coccineum

La sistemática propuesta por Weston (véase Referencias)[¿cuál?] difiere considerablemente de la que era usual hasta ese momento: dos subfamilias (Grevilleoideae y Proteoideae), basadas en caracteres morfológicos, de las que solo la primera es monofilética. La evidencia molecular (fundamentada en el trabajo de Hoot y Douglas, 1998, véase Referencias) ha permitido resolver de manera aceptable la división interna de la familia en 5 subfamilias: Bellendenioideae, Persoonioideae, Symphionematoideae, Proteoideae y Grevilleoideae, de las cuales las dos primeras forman las dos ramas más primitivas, que Weston (véase referencia)[¿cuál?] considera que forman un clado con una relación entre sí de grupos hermanos, lo que no se refleja en la clasificación de la APG); el siguiente clado lo formarían (Symphionematoideae + Proteoideae), como grupo hermano de las Grevilleoideae. La clasificación actual aún no ha incorporado todas las novedades, pero puede resumirse como sigue:
- Subfamilia Bellendenoideae P.H. Weston, 1995

Descripción: Raíces proteoides presentes. Filamentos estaminales libres. Polen triporado. Carpelo cortamente estipitado. Óvulos 2, ortótropos. Fruto seco, bialado, indehiscente. Longitud media de los cromosomas 6,7 μm.
- Un único género: Bellendena R. Br., 1810. Tasmania.

- Subfamilia Persoonioideae L.A.S. Johnson & B.G. Briggs, 1975

Descripción: Raíces proteoides ausentes. Cotiledones no auriculados. Hojas simples. Filamentos estaminales amplia a totalmente soldados a los tépalos. Polen triporado. Óvulos 1-22, ortótropos. Longitud media de los cromosomas 9,1-14,4 μm.
- Tribu Placospermeae C.T. White & W.D. Francis, 1924

- Un único género:  Placospermum C.T. White & W.D. Francis, 1924. Nordeste de Australia.

- Tribu Persoonieae Rchb., 1828

- Acidonia L.A.S. Johnson & B.G. Briggs, 1975. Sudoeste de Australia.
- Garnieria Brongn. & Gris, 1871. Nueva Caledonia.
- Persoonia Sm., 1798. Australia, Tasmania. Polifilético (véase Weston en Referencias), debiera incluir los otros tres géneros de la tribu.
- Toronia L.A.S. Johnson & B.G. Briggs, 1975. Isla Norte de Nueva Zelanda.

- Subfamilia Symphionematoideae P.H. Weston & N.P. Barker, 2006

Descripción: Raíces proteoides ausentes, Plantas hermafroditas. Hojas alternas. Flores sentadas. Anteras libres, no apiculadas. Glándulas hipóginas ausentes. Carpelos sentados a cortamente estipitados. Fruto seco, indehiscente, monospermo. Longitud media de los cromosomas 3,1 μm.
- Agastachys R. Br., 1810. Tasmania.
- Symphionema R. Br., 1810. Sudeste de Australia.

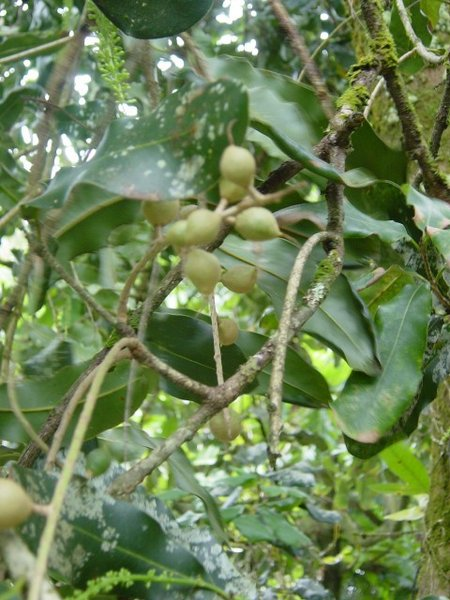
Macadamia integrifolia

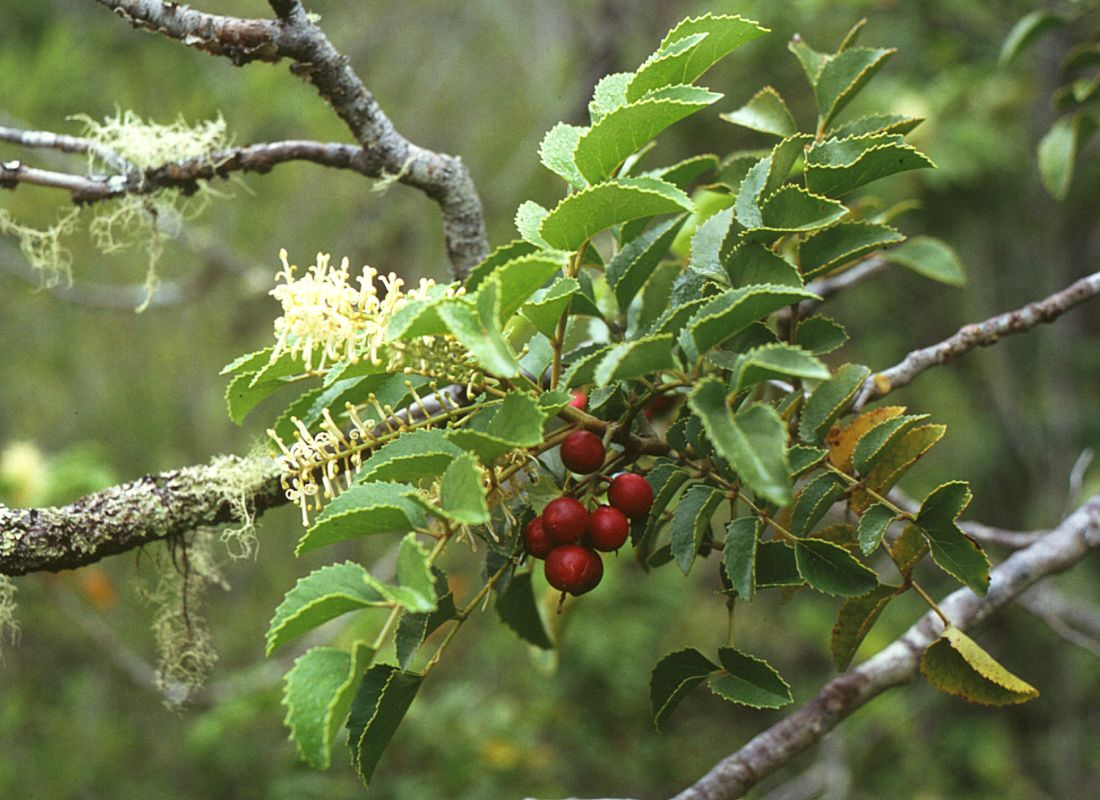
Gevuina avellana

- Subfamilia Proteoideae Eaton, 1836

Descripción: Raíces proteoides presentes. Cotiledones no auriculados. Hojas simples. Filamentos estaminales soldados a los tépalos, raramente libres. Polen triporado. Carpelos sentados a cortamente estipitados. Fruto indehiscente, seco o drupáceo, monospermo. Longitud media de los cromosomas 1,2-3,4 μm.
- Incertae sedis:

- Beauprea Brongn. & Gris, 1871. Nueva Caledonia.
- Beaupreopsis Virot, 1968. Nueva Caledonia.
- Cenarrhenes Labill., 1805. Tasmania.
- Dilobeia Thouars, 1806. Madagascar oriental.
- Eidothea A.W. Douglas & B. Hyland, 1995. Australia oriental.
- Franklandia R. Br., 1810. Sudoeste de Australia.

- Tribu Conospermeae Endl., 1837

- Subtribu Stirlingiinae L.A.S. Johnson & B.G. Briggs, 1975

- Stirlingia Endl., 1837. Sudoeste de Australia.

- Subtribu Conosperminae L.A.S. Johnson & B.G. Briggs, 1975

- Conospermum Sm., 1798. Australia meridional, Tasmania.
- Synaphea R. Br., 1810. Sudoeste de Australia.

- Tribu Petrophileae P.H. Weston & N.P. Barker, 2006

- Aulax Bergius, 1767. Sudáfrica: región de El Cabo.
- Petrophile R. Br. ex Knight, 1809. Australia meridional.

- Tribu Proteeae Dumort., 1829

- Faurea Harv., 1847. África subsahariana, Madagascar.
- Protea L., 1771. África subsahariana.

- Tribu Leucadendreae P.H. Weston & N.P. Barker, 2006

- Subtribu Isopogoninae P.H. Weston & N.P. Barker, 2006

- Isopogon R. Br. ex Knight, 1809. Australia meridional.

- Subtribu Adenanthinae L.A.S. Johnson & B.G. Briggs, 1975

- Adenanthos Labill., 1805. Australia meridional.

- Subtribu Leucadendrinae P.H. Weston & N.P. Barker, 2006

- Diastella Salisb. ex Knight, 1809. Sudáfrica: sudoeste de la región de El Cabo.
- Leucadendron R. Br., 1810. Sudáfrica: región de El Cabo.
- Leucospermum R. Br., 1810. Sudáfrica, Zimbabue.
- Mimetes Salisb., 1807. Sudáfrica: región de El Cabo. Polifilético (véase Weston en Referencias), debiera incluir Diastella y Orothamnus.
- Orothamnus Pappe ex Hook., 1848. Sudáfrica: región de El Cabo.
- Paranomus Salisb., 1807. Sudáfrica: región de El Cabo.
- Serruria Salisb., 1807. Sudáfrica: sudoeste de la región de El Cabo.
- Sorocephalus R. Br., 1810. Sudáfrica: sudoeste de la región de El Cabo.
- Spatalla Salisb., 1807. Sudáfrica: sudoeste de la región de El Cabo.
- Vexatorella Rourke, 1984. Sudáfrica: sudoeste de la región de El Cabo.

- Subfamilia Grevilleoideae Engl., 1892

Descripción: Raíces proteoides presentes. Cotiledones más o menos visiblemente auriculados. Longitud media de los cromosomas 1,0-2,6 μm.
- Incertae sedis:

- Carnarvonia F. Muell., 1867. Nordeste de Australia.
- Sphalmium B.G. Briggs, B. Hyland & L.A.S. Johnson, 1975. Nordeste de Australia.

- Tribu Roupaleae Meisn., 1841

- Incertae sedis:

- Eucarpha (R. Br., 1830) Spach, 1841. Nueva Caledonia.
- Knightia R. Br., 1810. Nueva Zelanda.
- Megahertzia A.S. George & B. Hyland, 1995. Nordeste de Australia.
- Triunia L.A.S. Johnson & B.G. Briggs, 1975. Australia oriental.

- Subtribu Roupalinae L.A.S. Johnson & B.G. Briggs, 1975

- Neorites L.S. Sm., 1969. Nordeste de Australia.
- Orites R. Br., 1810. Australia oriental, Tasmania, Chile, Argentina.
- Roupala Aubl., 1775. América central y meridional.

- Subtribu Lambertiinae (C. Venkata Rao, 1971) L.A.S. Johnson & B.G. Briggs, 1975

- Lambertia Sm., 1798. Australia meridional.
- Xylomelum Sm., 1798. Australia sudoccidental y oriental.

- Subtribu Heliciinae L.A.S. Johnson & B.G. Briggs, 1975

- Helicia Lour., 1790. Sur de Asia hasta Japón y el sudeste de Australia.
- Hollandaea F. Muell., 1887. Nordeste de Australia.

- Subtribu Floydiinae L.A.S. Johnson & B.G. Briggs, 1975

- Darlingia F. Muell., 1866. Nordeste de Australia.
- Floydia L.A.S. Johnson & B.G. Briggs, 1975. Australia oriental.

- Tribu Banksieae Rchb., 1828

- Subtribu Musgraveinae L.A.S. Johnson & B.G. Briggs, 1975

- Austromuellera C.T. White, 1930. Nordeste de Australia.
- Musgravea F. Muell., 1890. Nordeste de Australia.

- Subtribu Banksiinae L.A.S. Johnson & B.G. Briggs, 1975

- Banksia L.f., 1782. Australia, Tasmania, sur de Nueva Guinea. Parafilético (véase Weston en Referencias).
- Dryandra R. Br., 1810. Sudoeste de Australia (probable sinónimo de Banksia).

- Tribu Embothrieae Rchb., 1828

- Subtribu Lomatiinae L.A.S. Johnson & B.G. Briggs, 1975

- Lomatia R. Br., 1810. Australia oriental, Tasmania, Chile, Argentina, Perú, Ecuador.

- Subtribu Embothriinae Endl., 1837

- Alloxylon P.H. Weston & Crisp, 1991. Australia oriental, sur de Nueva Guinea, Isla Aru.
- Embothrium J.R. Forst. & G. Forst., 1776. Chile, Argentina.
- Oreocallis R. Br., 1810. Perú, Ecuador.
- Telopea R. Br., 1810. Sudeste de Australia, Tasmania.

- Subtribu Stenocarpinae L.A.S. Johnson & B.G. Briggs, 1975

- Stenocarpus R. Br., 1810. Australia septentrional y oriental, Nueva Guinea, Isla Aru, Nueva Caledonia. Probablemente parafilético (véase Weston en Referencias).
- Strangea Meisn., 1855. Sudoeste y este de Australia.

- Subtribu Hakeinae Endl., 1837

- Buckinghamia F. Muell., 1868. Nordeste de Australia.
- Finschia Warb., 1891. Nueva Guinea, hasta las Islas Palau y Vanuatu.
- Grevillea R. Br. ex Knight, 1809. Australia, Tasmania, Nueva Caledonia, Nueva Guinea, Célebes. Probablemente polifilético (véase Weston en Referencias).
- Hakea Schrad. & J.C. Wendl., 1797. Australia, Tasmania.
- Opisthiolepis L.S. Sm., 1952. Nordeste de Australia.

- Tribu Macadamieae C. Venkata Rao, 1968

- Subtribu Macadamiinae L.A.S. Johnson & B.G. Briggs, 1975

- Brabejum L., 1753. Sudáfrica: sudoeste de la región de El Cabo.
- Macadamia F. Muell., 1857. Australia oriental, Célebes. Probablemente parafilético (véase Weston en Referencias), debería sinonimizarse con Brabejum.
- Panopsis Salisb. ex Knight, 1809. América central y meridional. Probablemente un sinónimo de Brabejum.

- Subtribu Malagasiinae P.H. Weston & N.P. Barker, 2006

- Catalepidia P.H. Weston, 1995. Nordeste de Australia.
- Malagasia L.A.S. Johnson & B.G. Briggs, 1975. Madagascar.

- Subtribu Virotiinae P.H. Weston & N.P. Barker, 2006

- Athertonia L.A.S. Johnson & B.G. Briggs, 1975. Nordeste de Australia.
- Heliciopsis Sleumer, 1955. Sur de Asia hasta China y la línea de Wallace.
- Virotia L.A.S. Johnson & B.G. Briggs, 1975. Nueva Caledonia.

- Subtribu Gevuininae L.A.S. Johnson & B.G. Briggs, 1975

- Bleasdalea F. Muell., 1865. Nordeste de Australia, Nueva Guinea.
- Cardwellia F. Muell., 1865. Nordeste de Australia.
- Euplassa Salisb. in Knight, 1809. Sudamérica tropical.
- Gevuina Molina, 1782. Chile, Argentina.
- Hicksbeachia F. Muell., 1883. Australia oriental.
- Kermadecia Brongn. & Gris, 1863. Nueva Caledonia.
- Sleumerodendron Virot, 1968. Nueva Caledonia.
- Turrillia A.C. Sm., 1985. Vanuatu, Fiyi. Posiblemente un sinónimo de Kermadecia (véase Weston en Referencias).

## Clave de identificación

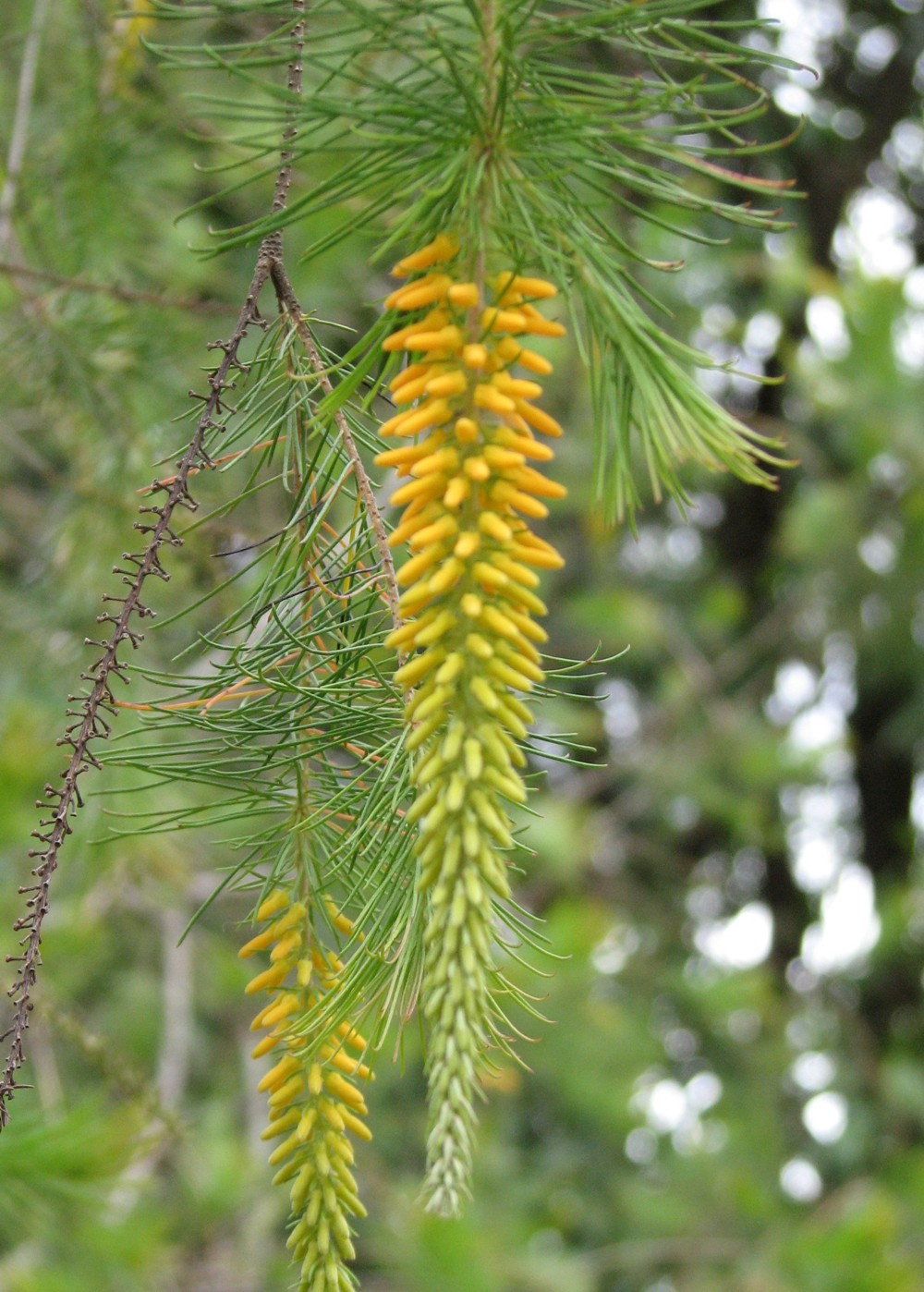
Persoonia pinifolia

Los géneros aquí recogidos pueden identificarse con la clave que sigue; es artificial y sus grupos no tienen valor filogenético; varios de los géneros aparecen en diferentes entradas de la clave, lo que demuestra la gran diversificación morfológica que presentan:
- Plantas dioicas.

- Hojas dicótomamente lobuladas.

Dilobeia
- Hojas enteras a pinnadamente divididas.

- Fruto drupáceo. Flores a pares en la axila de cada bráctea. Óvulos 2 por carpelo.

Heliciopsis
- Fruto seco, indehiscente. Una flor en la axila de cada bráctea. Óvulo 1 por carpelo.

- Flores pediceladas. Inflorescencia femenina capituliforme, rodeada por un involucro interno plumoso y uno externo de brácteas estrechas, foliosas o coloreadas. Inflorescencia masculina un racimo o panícula, poco densa.

Aulax
- Flores sentadas. Inflorescencia femenina en piña leñosa, globosa, ovoide o cilíndrica, con o sin involucro coloreado. Inflorescencia masculina densa, en capítulo globoso o cónico, rara vez una espiga.

Leucadendron
- Plantas hermafroditas o andromonoicas.

- Hojas opuestas, verticiladas o pseudoverticiladas.

- Fruto persistente durante años, en folículo leñoso o cartilaginoso.

- Inflorescencia en capítulo de 7 flores, o reducido a una flor, con involucro llamativo. Fruto con pico, frecuentemente con cuernos o espinas.

Lambertia
- Inflorescencia con otro número de flores, sin involucro. Fruto sin pico, cuernos o espinas.

- Inflorescencia racemosa, con eje no leñoso. Folículo simétrico, elipsoide o piriforme.

Xylomelum
- Inflorescencia en forma de piña, con eje leñoso. Folículo asimétrico, comprimido lateralmente.

Banksia (parte)
- Fruto caduco al madurar, indehiscente, o en folículo globoso, coriáceo, tardíamente dehiscente.

- Flores solitarias en las axilas de hojas o de brácteas. Inflorescencia en racimo prolongado o no por el crecimiento vegetativo de su eje o un capítulo axilar denso. Ápice del estilo no hinchado.

- Inflorescencia en racimo prolongado o no por el crecimiento vegetativo de su eje. Filamentos estaminales amplia o totalmente soldados a los tépalos. Glándulas hipóginas 2 o 4. Frutos de menos de 2 cm de diámetro. Pericarpo suculento. Arbolitos y arbustos de formaciones esclerófilas.

Persoonia (parte)
- Inflorescencia en capítulo axilar denso. Filamentos estaminales no o apenas soldados a los tépalos por su base. Glándulas hipóginas 0. Frutos de más de 2 cm de diámetro. Pericarpo parenquimatoso. Árboles de la pluvisilva.

Eidothea
- Flores en parejas sentadas o cortamente pedunculadas. Inflorescencia en racimo. Ápice del estilo hinchado.

- Perianto fuertemente zigomorfo. Glándulas hipóginas 2 o 4, libres. Pericarpo carnoso, rojo, púrpura o azul.

Triunia
- Perianto apenas zigomorfo o actinomorfo. Glándulas hipóginas soldadas en anillo. Pericarpo coriáceo a leñoso, castaño a verdoso o grisáceo.

- Parejas de flores pedunculadas, cada flor pedicelada (aparentemente los pedicelos soldados basalmente).

- Helicia (parte)

- Parejas de flores sentadas, cada flor pedicelada (aparentemente los pedicelos libres).

- Fruto elipsoidal, con densa pubescencia ferruginosa. Brácteas florales obovadas, visibles en la yema, caducas antes de la antesis.

Brabejum
- Fruto más o menos globoso, glabro o menudamente tomentoso. Brácteas florales ovadas a oblongas o triangulares, inconspicuas.

- Hojas decusadas o en verticilos de 4, enteras.

Panopsis (parte)
- Hojas en verticilos de 5-6, enteras, si de 4, dentadas.

Macadamia
- Hojas alternas.

- Hojas palmaticompuestas, con 5 segmentos radiales, cada uno frecuentemente pinnaticompuesto trifoliolado.

Carnarvonia
- Hojas simples, pinnaticompuestas, bipinnaticompuestas o dicótomas.

- Hojas dicótomamente divididas o compuestas.

Grupo con hojas dicótomas
- Hojas enteras, dentadas o compuestas o divididas 1-3 veces.

- Hojas adultas paripinnadas.

- Óvulos 10-14 por carpelo. Fruto en folículo leñoso. Semillas 10-14, aladas.

Cardwellia
- Óvulos 2 por carpelo. Fruto drupáceo. Semilla(s) 1(-2), sin ala.

Euplassa
- Hojas adultas simples, imparipinnadas, bipinnadas o tripinnadas.

- Flores solitarias en la axila de cada bráctea. Inflorescencia en racimos (a veces foliosos), espigas (a veces en piña), umbelas o capítulos, o reducida a una o dos flores, o compuesta en panícula (a veces con flores laterales estériles)o en glomérulos laterales de 3-9 flores, o flores solitarias en involucros laterales.

- Grupo con flores solitarias

- Flores en parejas en la axila de cada bráctea, las parejas sentadas o pedunculadas. Inflorescencia recemiforme, espiciforme o umbeliforme, o una panícula compuesta de esas inflorescencias.

- Flores sentadas, en inflorescencias densas, en capítulo o piña. Fruto en folículo leñoso persistente.

- Inflorescencia normalmente globosa a cilíndrica, el eje leñoso, cilíndrico a esférico, raramente reducida y capituliforme. Brácteas involucrales inconspicuas, estrechas, caducas.

Banksia (parte)
- Inflorescencia en capítulo, eje en receptáculo plano, cóncavo o convexo. Brácteas involucrales conspicuas, imbricadas, persistentes.

Dryandra
- Flores pediceladas, si sentadas, nunca en piña. Fruto coriáceo, leñoso o suculento, frecuentemente caduco, a veces indehiscente.

- Perianto zigomorfo.

Grupo con perianto zigomorfo
- Perianto actinomorfo.

Grupo con perianto actinomorfo

### Grupo con hojas dicótomas
- Hojas con glándulas prominentes.

Franklandia
- Hojas sin glándulas.

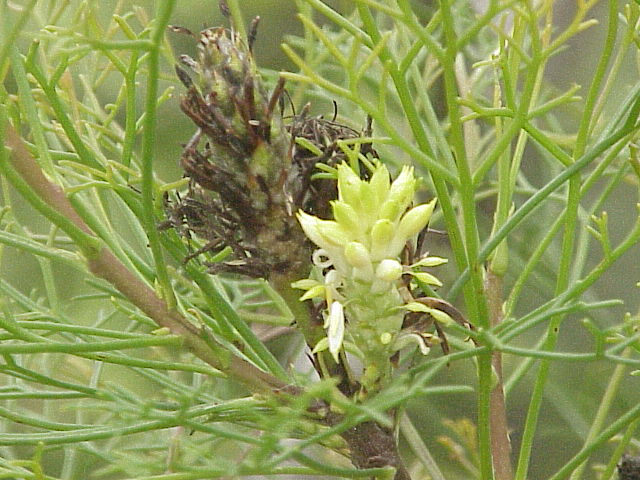
Petrophile pedunculata

- Fruto en folículo leñoso, persistente. Glándula hipógina solitaria, anterior, semilunar.

Hakea (parte)
- Fruto caduco en la madurez, en aquenio o drupa. Glándulas hipóginas 0 o 4.

- Perianto fuertemente zigomorfo. Antera adaxial estéril, laterales uniloculares.

Synaphea (parte)
- Perianto actinomorfo, a veces el tépalo adaxial más corto que los demás. Todas las anteras fértiles y biloculares.

- Planta andromonoica. Flores hermafroditas con ápice del estilo anchamente cupular o vestigial.

Stirlingia
- Planta hermafrodita. Flores con ápice del estilo hinchado, pero no cupular.

- Inflorescencia compuesta de espigas laterales de 4 flores subtendidas por brácteas coriáceas no visiblemente imbricadas. Glándulas hipóginas 4.

Paranomus (parte)
- Inflorescencia en capítulo simple, cada flor hundida en una estructura a modo de piña formada por las brácteas carnosas e imbricadas. Glándulas hipóginas 0.

- Brácteas de la piña caducas con el fruto. Aquenios no comprimidos.

Isopogon (parte)
- Brácteas de la piña firmemente unidas al eje, abriéndose para soltar los frutos. Aquenios comprimidos.

Petrophile (parte)

### Grupo con flores solitarias
- Perianto zigomorfo.

- Pedicelos ausentes. Óvulo 1.

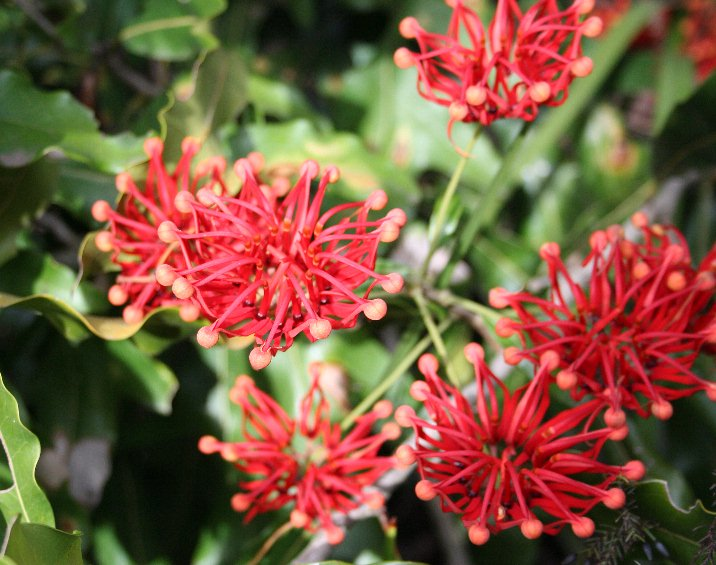
Stenocarpus sinuatus

- Brácteas involucrales visibles, grandes, coloreadas.

- Inflorescencia compuesta de un agregado subterminal de inflorescencias axilares simples.

Mimetes(parte)
- Inflorescencia un capítulo simple, axilar o terminal, no agregado.

- Uñas de los 3 tépalos adaxiales soldadas en vaina. Inflorescencia de 2-30 cm de diámetro. Aquenio densamente viloso.

Protea
- Uñas de los tépalos libres excepto en la base. Inflorescencia de 1-2 cm de diámetro. Aquenio glabro o pubérulo.

Diastella (parte)
- Brácteas involucrales inconspicuas o ausentes.

- Una antera y dos semianteras abortadas. Glándulas hipóginas 0.

- Perianto blanco, azul, gris o rosa. Antera inferior abortada. Hojas enteras.

Conospermum (parte)
- Perianto amarillo. Antera superior abortada. Hojas usualmente divididas.

Synaphea (parte)
- Anteras o todas desarrolladas y tetraloculares o bien 1 o 3 estériles. Glándulas hipóginas presentes.

- Inflorescencia compuesta, formada por la unión de inflorescencias de 1-4 flores.

- Hojas monomorfas y divididas o dimorfas, con hojas adultas enteras y espatuladas e intermedias divididas. Inflorescencias básicas usualmente de 4 flores. Aquenios glabros con un anillo de pelos en la base.

Paranomus (parte)
- Hojas monomorfas, enteras. Inflorescencias básicas de 1 o 3 flores. Aquenios pubescentes.

Spatalla
- Inflorescencia simple, en espiga, capítulo, o reducida a una flor solitaria.

- Inflorescencia reducida a una flor. Las 4 uñas del perianto soldadas en vaina a lo largo, formando un tubo lateralmente abierto.

Adenanthos
- Inflorescencia multiflora. Tres uñas adaxiales del perianto soldadas, la abaxial separada en la mayor parte de su longitud.

- Inflorescencia en espiga. Hojas enteras, sin glándulas.

Faurea
- Inflorescencia en capítulo. Hojas enteras o lobuladas, con glándulas apicales visibles.

Leucospermum
- Pedicelos presentes. Óvulos más de 1.

- Planta andromonoica. Estambre adaxial fértil, los otros 3 reducidos a estaminodios. Fruto en folículo, con numerosas semillas aladas orientadas transversalmente.

Placospermum
- Planta usualmente hermafrodita. Todos los estambres fértiles, raramente 1 o todos estériles. Fruto drupáceo o folicular con las semillas orientadas longitudinalmente, si transversalmente orientadas, solo 2.

- Fruto en drupa. Carpelo de la mitad de la longitud del perianto, ganchudo, el ápice incluido en una bolsa del tépalo adaxial por debajo de la antera.

Persoonia (parte)
- Fruto en folículo. Carpelo tan largo como o más largo que el perianto, el ápice libre.

- Inflorescencia umbeliforme o reducida a una flor. Eje de simetría del gineceo pasando por los tépalos adaxial y abaxial. Indumento de pelos simples. Semillas con una envuelta membranosa.

- Óvulos y semillas más de 2. Folículo coriáceo o cartilaginoso.

Stenocarpus
- Óvulos 2, semillas 1(-2). Folículo leñoso.

Strangea (parte)
- Inflorescencia racemiforme, multiflora, rara vez umbeliforme o reducida a una flor. Eje de simetría del gineceo pasando entre los tépalos, diagonal. Indumento de elos fundamentalmente bífidos. Semillas sin envuelta membranosa.

- Fruto leñoso, serotino, dehiscente dorsal y ventralmente. Hojas cilíndricas o planas.

Hakea (parte)
- Fruto coriáceo, raramente leñoso, caduco en el año, dehiscente solo ventralmente. Hojas planas o angulares.

Grevillea (parte)
- Perianto actinomorfo.

- Inflorescencia en capítulo simple. Flores en las axilas de escamas carnosas o coriáceas, imbricadas, formando una piña globosa, ovoide o cilíndrica.

- Escamas de la piña caducas con los frutos. Aquenios no comprimidos.

Isopogon (parte)
- Escamas de la piña soldadas al eje de la inflorescencia. Aquenios comprimidos.

Petrophile (parte)
- Inflorescencia en racimo, espiga, capítulo o panícula. Flores en las axilas de brácteas florales poco conspicuas, escamosas, foliosas o coriáceas, o brácteas ausentes, no formando una piña.

- Glándulas hipóginas presentes.

- Fruto seco. Ápice del estilo usualmente hinchado.

- Flores pediceladas. Fruto en folículo.

Strangea (parte)
- Flores sentadas. Fruto en aquenio.

- Hojas divididas (1-3-pinnatisectas) presentes.

- Hojas enteras ausentes. Divisiones de las hojas cilíndricas. Flores en capítulos multifloros, las bractéolas no lignificadas en la postantesis. Capítulos dispuestos en corimbos o panículas, no condensados, raramente solitarios.

Serruria
- Hojas enteras presentes a veces, distales de las divididas. Divisiones de las hojas ventralmente acanaladas. Flores reunidas en capítulos de 4, cada una con una bractéola escuamiforme, lignificada en la postantesis. Capítulos reunidos en una espiga globosa o cilíndrica, densa.

Paranomus (parte)
- Hojas divididas ausentes.

- Brácteas involucrales grandes, conspicuas, frecuentemente de colores brillantes.

- Inflorescencias en capítulo, axilares, agregadas en una inflorescencia compuesta terminal foliosa.

Mimetes (parte)
- Inflorescencias en capítulos axilares o terminales, no agregadas.

- Brácteas involucrales abiertas, no ocultando las flores. Inflorescencia de 1-2 cm de diámetro.

Diastella (parte)
- Brácteas involucrales acampanadas, ocultando bastante las flores. Inflorescencia de 4-6 cm de diámetro.

Orothamnus
- Brácteas involucrales pequeñas, inconspicuas, escasamente llamativas.

- Inflorescencia en capítulo, agrupados formando una espiga o racimo.

- Hojas espatuladas u ovadas a orbiculares.

Paranomus (parte)
- Hojas lineares o lanceoladas.

Sorocephalus (parte)
- Inflorescencia en capítulo, solitario o agrupados en una panícula de 4-6 capítulos.

- Hojas cilíndricas.

Sorocephalus (parte)
- Hojas planas.

Vexatorella
- Fruto en drupa. Ápice del estilo no hinchado.

- Óvulo 1.

- Antera adaxial terminada por un apéndice mucho más largo que las anteras laterales y abaxial.

Cenarrhenes
- Todas las anteras similares, con o sin apéndices.

- Flores sentadas. Drupa de menos de 2 mm de largo.

Beaupreopsis
- Flores pediceladas. Drupas de 5-25 mm de largo.

- Perianto blanco, rosa o purpúreo. Inflorescencias en panícula, raramente simples, nunca prolongadas en rama foliosa. Flores bracteoladas. Hoja frecuentemente dentadas o divididas.

Beauprea
- Perianto amarillo, a veces con manchas rojas, o raramente blanco. Inflorescencia simple, frecuentemente prolongada en rama foliosa. Flores en la axila de una hoja. Hojas simples y enteras.

Persoonia (parte)
- Óvulos (1-)2-7(-8).

- Óvulos 3-7(-8).

Garnieria
- Óvulos (1-)2.

- Anteras y apéndice de la antera moderadamente incurvos.

Acidonia
- Anteras rectas o recurvas a revolutas; apéndice recto a recurvo, o ausente.

- Endocarpo liso. Carpelo tan largo como o más largo que los estambres.

Persoonia (parte)
- Endocarpo con costillas oblicuas. Carpelo más corto que los estambres.

Toronia
- Glándulas hipóginas ausentes.

- La mayoría de las flores sin brácteas.

Bellendena
- Cada flor en la axila de una bráctea.

- Inflorescencia en capítulo con involucro de brácteas coloreadas.

Diastella (parte)
- Inflorescencia en espiga, racimo, panícula, umbela, capítulo compuesto o reducida a una flor solitaria, sin involucro de brácteas coloreadas.

- Flores pediceladas. Fruto en folículo.

- Árboles grandes. Hojas intermedia pinnadas. Inflorescencia en racimo. Algunas flores sin carpelo.

Sphalmium
- Arbustos. Hojas simples, enteras. Inflorescencia en umbela, o reducida a 1-2 flores. Flores hermafroditas.

Strangea (parte)
- Flores sentadas. Fruto indehiscente.

- Hojas pinnatisectas.

Symphionema
- Hojas enteras.

- Perianto tubular en la base. Inflorescencia usualmente compuesta. Fruto no alado.

Conospermum (parte)
- Perianto libre en la base. Inflorescencia simple. Fruto con 3 alas prominentes.

Agastachys

### Grupo con perianto zigomorfo
- Flores trímeras.

Grevillea (parte)
- Flores tetrámeras.

- Glándulas hipóginas 2-4, libres.

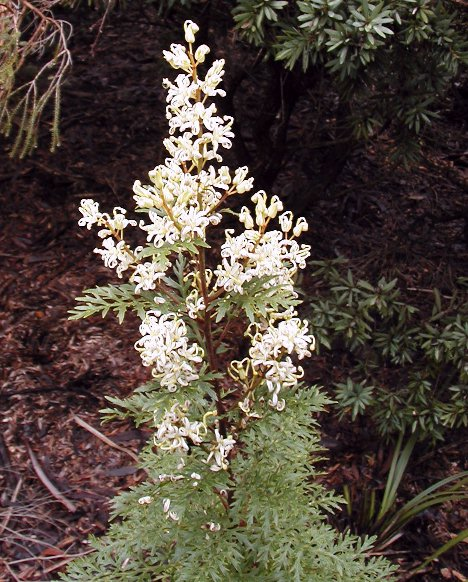
Lomatia silaifolia

- Flores pediceladas, cada par sentado. Fruto en folículo.

- Glándulas hipóginas 3, alternitépalas. Óvulos y semillas más de 2.

Lomatia
- Glándulas hipóginas 4, oposititépalas. Óvulos y semillas 2.

Grevillea (parte)
- Flores sentadas, cada par pedunculado. Fruto drupáceo.

- Hojas adultas simples, enteras. Glándulas hipóginas 4.

Sleumerodendron
- Hojas adultas usualmente pinnadas, folíolos con bordes aserrados a dentados. Glándulas hipóginas 2.

- Raquis de las hojas compuestas alado. Bordes de las hojas simples y de los folíolos aserrados. Ovario esparcidamente pubescente.

Bleasdalea (parte)
- Raquis de las hojas compuestas normal. Bordes de las hojas simples y de los folíolos dentados. Ovario densamente piloso.

Gevuina
- Glándulas hipóginas 0-1, o bien anular y rodeando el carpelo, lobulada o no.

- Flores sentadas, cada par pedunculado.

- Ovario densamente peloso.

Kermadecia (parte)
- Ovario (y resto del carpelo) glabro.

- Raquis de las hojas compuestas alado. Fruto globoso.

Bleasdalea (parte)
- Raquis de las hojas compuestas normal. Fruto comprimido, obovoide, inequilátero.

Turrillia
- Flores pediceladas, cada par sentado.

- Perianto recto, asimétrico solo en la base, caduco inmediatamente tras la antesis. Hojas adultas simples, enteras, netamente pecioladas. Fruto drupáceo, mesocarpo duro, en sección transversa claramente cuadrangular.

Kermadecia (parte)
- Perianto recurvo, al menos apicalmente, persistente al menos varios días. Hojas adultas a menudo dentadas, divididas o compuestas, frecuentemente sentadas o apenas pecioladas. Fruto en folículo, o drupáceo con mesocarpo en sección transversa no cuadrangular.

- Óvulos 2. Semillas 1-2. Indumento birrámeo normalmente presente en las ramillas y las hojas inmaduras.

- Frutos dehiscentes dorsal y ventralmente, serotinos.

Hakea (parte)
- Frutos dehiscentes solo ventralmente, o indehiscentes, caducos en el año.

- Fruto en folículo, crustáceo a pétreo, raramente en aquenio. Hojas adultas simples y enteras a profundamente divididas o compuestas.

Grevillea (parte)
- Fruto en drupa, mesocarpo externo carnoso, el interno pétreo. Hojas adultas simples, enteras.

Finschia
- Óvulos más de 2. Semillas más de 2. Indumento birrámeo ausente.

- Eje de simetría floral pasando por los tépalos adaxial y abaxial. Perianto blanco a crema, 3-20 mm de largo.

- Envés foliar densamente cubierto de pelos persistentes, brillantes. Hojas intermedias pinnadas. Perianto de unos 3 mm de largo. Glándulas hipóginas bífidas.

Opisthiolepis
- Envés foliar glabro. Hojas intermedias pinnatisectas. Perianto de 7-20 mm de largo. Glándulas hipóginas crenuladas.

Buckinghamia
- Eje de simetría floral diagonal, pasando entre los tépalos. Perianto rojo, si blanco o amarillo, entonces de más de 20 mm de largo.

- Ápice del estilo fusiforme, estigma apical. Uñas de los tépalos soldadas en un tubo abierto en su tercio-dos tercios basales, libres en el ápice.

Embothrium
- Ápice del estilo oblicuo, estigma ventral. Uñas de los tépalos soldadas hasta el ápice o libres hasta la base.

- Brácteas involucrales conspicuas, a veces de colores llamativos. Perianto fuertemente curvado.

Telopea
- Brácteas involucrales ausentes. Perianto débilmente curvado.

- Folículo navicular tras la dehiscencia.

Alloxylon
- Folículo plano tras la dehiscencia.

Oreocallis

### Grupo con perianto actinomorfo

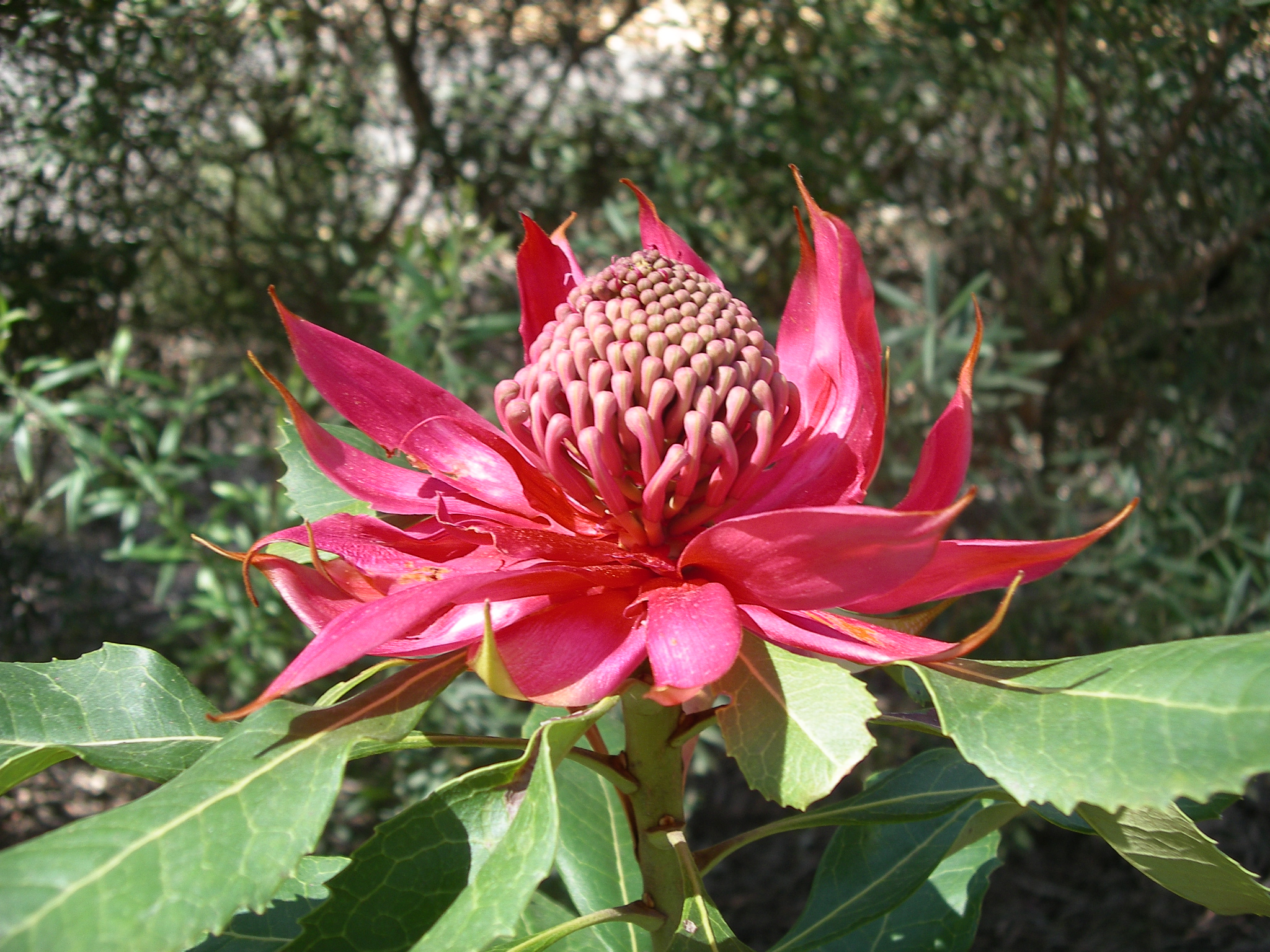
Telopea speciosissima

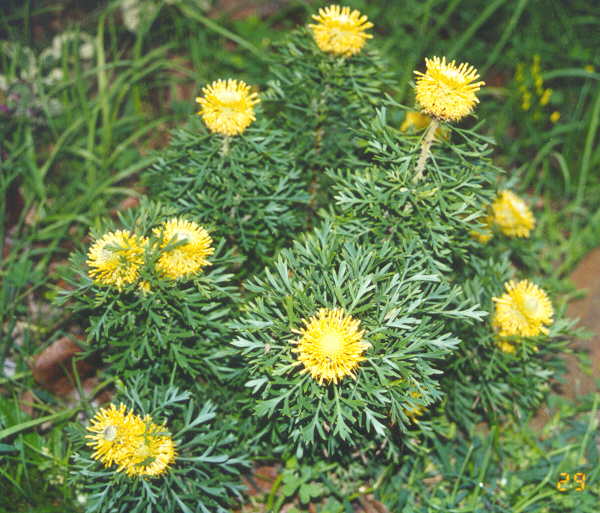
Isopogon anemonifolius

- Glándulas hipóginas ausentes o formando una única estructura anular o en herradura, a veces lobulada.

- Flores sentadas, cada par pedunculado.

- Brácteas florales conspicuas, rojas, más largas que las flores, caducas antes de la antesis. Involucro de brácteas rojas imbricadas rodeando la inflorescencia, caducas antes de la antesis. Óvulos 4.

Eucarpha (parte)
- Brácteas florales inconspicuas, escuamiformes, persistentes. Involucro de la inflorescencia ausente. Óvulos 2.

- Óvulos ortótropos. Fruto drupáceo, con pericarpo externo carnoso e interno leñoso. Semilla 1, áptera.

Virotia
- Óvulos hemítropos. Fruto en folículo, coriáceo. Semillas 2, aladas.

Megahertzia (parte)
- Flores pediceladas, cada par sentado.

- Filamentos soldados a los tépalos en la base. Fruto en aquenio globoso a fusiforme, grande.

Panopsis (parte)
- Filamentos soldados completamente a los tépalos. Fruto en folículo.

- Frutos dehiscentes dorsal y ventralmente, serotinos.

Hakea (parte)
- Frutos dehiscentes solo ventralmente, caducos en el año.

Grevillea (parte)
- Glándulas hipóginas 3-4, libres.

- Glándulas hipóginas 3. Polen biporado, curvado-elipsoide.

- Hojas maduras y endurecidas glabras, las intermedias pinnadas. Inflorescencia péndula, lateral, ramiflora. Perianto 14-25 mm.

Austromuellera
- Hojas maduras y endurecidas con envés densa y finamente tomentoso, las intermedias simples (a veces profundamente lobuladas). Inflorescencia ascendente a erecta, terminal o axilar. Perianto 4-5 mm de largo.

Musgravea
- Glándulas hipóginas 4. Polen triporado, triangular.

- Óvulos más de 2. Semillas 2 o más.

- Tépalos de ápice truncado, sin uña diferenciada, 4,5-6,0 mm de largo.

Neorites
- Tépalos de ápice agudo, con uña basal, 15-33 mm de largo.

- Brácteas florales conspicuas, rojas, más largas que las flores, caducas antes de la antesis. Involucro de brácteas rojas imbricadas rodeando la inflorescencia, caducas antes de la antesis.

Eucarpha (parte)
- Brácteas florales inconspicuas, escuamiformes, o conspicuas pero no llamativas, persistentes o caducas. Involucro de la inflorescencia ausente o presente pero no llamativo.

- Flores blancas a crema. Hojas intermedias pinnatilobuladas, las adultas enteras.

Darlingia
- Flores rojas a purpúreas. Hojas intermedias dentadas, las adultas enteras a dentadas.

- Inflorescencias péndulas, 15-40 cm de largo. Semillas ápteras.

Hollandaeae
- Inflorescencias ascendentes a erectas, 2-10 cm de largo. Semillas aladas.

Knightia
- Óvulos 2. Semillas 1-2.

- Hojas adultas pinnatífidas a pinnadas.

- Fruto en folículo. Semillas 2, aladas.

Roupala (parte)
- Fruto drupáceo. Semilla 1(-2), áptera.

- Flores malva azuladas a castañas oscuras. Fruto maduro rojo brillante. Hojas adultas pinnadas a profundamente pinnatisectas.

Hicksbeachia
- Flores crema. Fruto maduro rosa a azul oscuro. Hojas adultas pinnatífidas (usualmente mezcladas con hojas sin divisiones).

Athertonia (parte)
- Hojas adultas simples, enteras a dentadas.

- Flores pediceladas, cada par sentado. Bracteolas ausentes.

- Fruto indehiscente, con una semilla áptera.

Helicia (parte)
- Fruto dehiscente, con 2 semillas aladas.

- Ápice del estilo no hinchado. Óvulos hemítropos.

Orites
- Ápice del estilo hin chado. Óvulos ortótropos.

Roupala (parte)
- Flores sentadas, cada par pedunculado. Bracteolas ausentes, o presentes pero decurrentes en los pedicelos.

- Fruto en folículo. Semillas 2, aladas.

Megahertzia (parte)
- Fruto indehiscente. Semilla 1, áptera.

- Óvulos anátropos.

Helicia (parte)
- Óvulos ortótropos.

- Tépalos rosa a rojos. Planta completamente glabra.

Catalepidia
- Tépalos crema a amarillo pálido. Planta más o menos densamente pelosa al menos en las ramas jóvenes y los pedicelos, a veces también en las hojas y los tépalos inmaduros.

- Hojas intermedias pinnatífidas con borde aserrados, las adultas enteras o aserradas. Ramitas densamente tomentosas.

Athertonia (parte)
- Hojas intemedias y adultas enteras. Ramitas esparcidamente pubescentes a pilosas.

- Tépalos 4-5 mm de largo. Ovario glabro. Fruto drupáceo.

Malagasia
- Tépalos 12-17 mm de largo. Ovario cortamente pubescente. Fruto en aquenio grande.

Floydia